# SS-12 Scaleboard

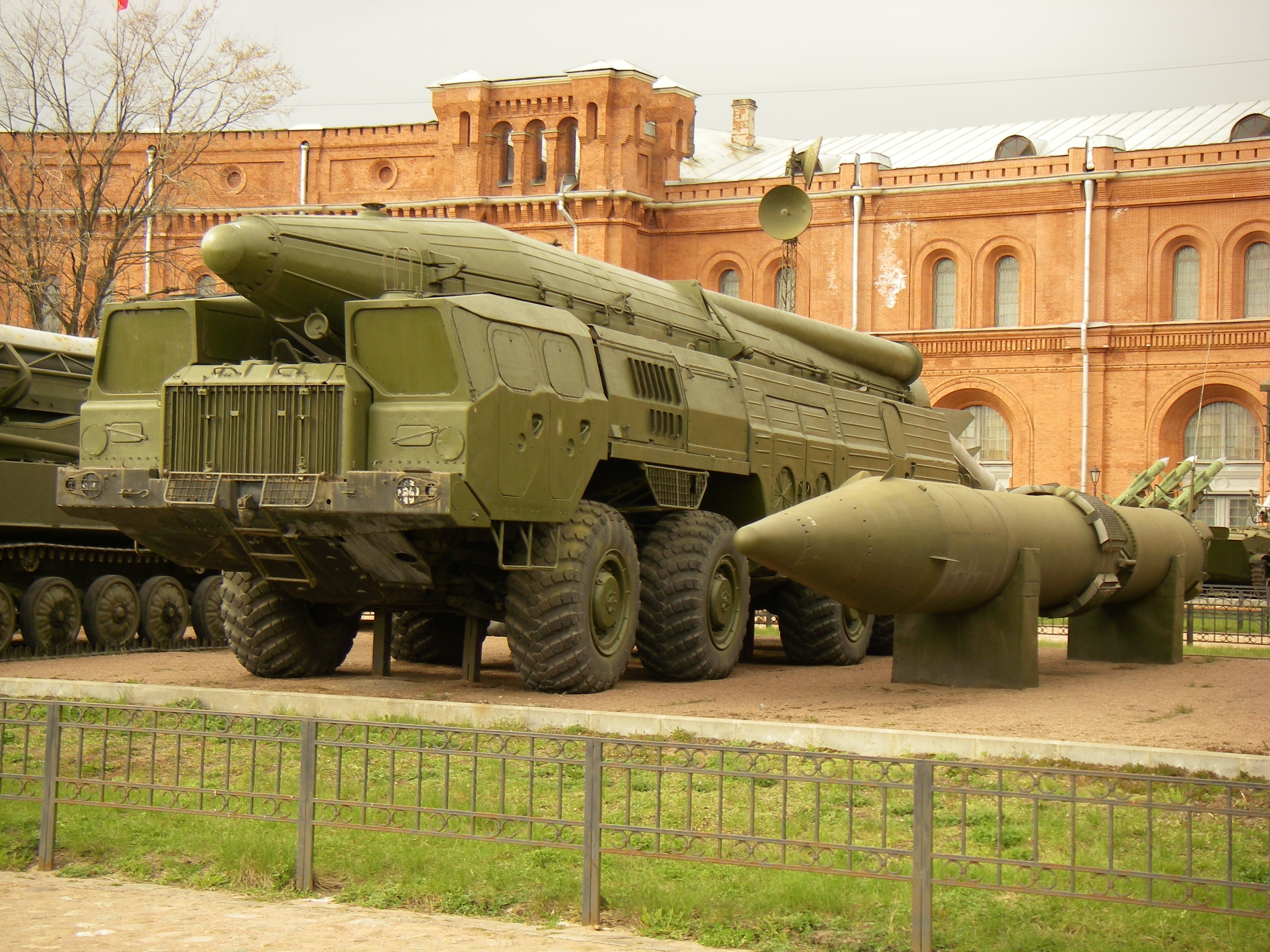
Střela a nosič v petrohradském muzeu

TR-1 Temp (na základě smlouvy INF OTR-22, Index GRAU 9К76, výrobní označení 9M76) je mobilní balistická střela vyvinutá a nasazená SSSR v době studené války. V kódovém označení NATO nesla název SS-12 Scaleboard. Modifikovanou verzi NATO původně identifikovalo jako nový design a vznikl název SS-22. Později se však ukázala jen jako varianta střel SS-12 a název Scaleboard zůstal. Rakety TR-1 Temp vstoupily do služby v polovině 60. let.
TR-1 byla navržena jako mobilní zbraň, která by velitelům v předních liniích umožnila jaderný úder. Zbraň používá stejné mobilní vozidlo MAZ-543 jako střely R-11 Scud, ale s ochranným krytem, který se rozdělí a otevře teprve, když je raketa připravena k odpalu.

## Uživatelé
SSSRJediným uživatelem střel TR-1 Temp byly ozbrojené síly SSSR, díky kterým byly ale rozmístěny i na území států Varšavské smlouvy např. v Hranicích (39) v Československu a v okolí měst Königsbrück (19), Bischofswerda (8), Waren (22) a Wokuhl (5) v NDR. Aktivní dosah střel tak pokryl celé Západní Německo, části Skandinávie, Francii a Nizozemsko.